# Pugnano
Pugnano è una frazione del comune italiano di San Giuliano Terme, nella provincia di Pisa, in Toscana.

## Geografia fisica
La frazione di Pugnano è situata nella valle del Serchio, sulla riva sinistra del fiume, lungo il vecchio tratto della strada statale 12 Abetone – l'antica via Aemilia Scauri – che collega San Giuliano Terme a Lucca. Il paese è delimitato a est dalle alture del Monte Pisano, mentre ad ovest dal tracciato della ferrovia e dal canale Demaniale, che lambisce l'ansa del Serchio. È inoltre attraversato dal fosso Civitonia, che scendendo dal Monte Tondo (423 m s.l.m.) si va a immettere nel canale Demaniale.
Pugnano confina a nord con Ripafratta, a sud con Molina di Quosa, mentre ad ovest con Colognole.

## Storia
Il borgo sorse in epoca alto-medievale ed è ricordato in un documento del 951 del monastero di San Michele in Borgo, dove è denominato Apuniano. Pugnano conobbe un periodo di particolare importanza tra il IX e il XIV secolo, in quanto sede di piviere che comprendeva sotto di sé un vasto territorio che arrivò a contare ben quindici chiese parrocchiali per altrettanti villaggi minori.
Pugnano nel 1833 contava 376 abitanti.

## Monumenti e luoghi d'interesse

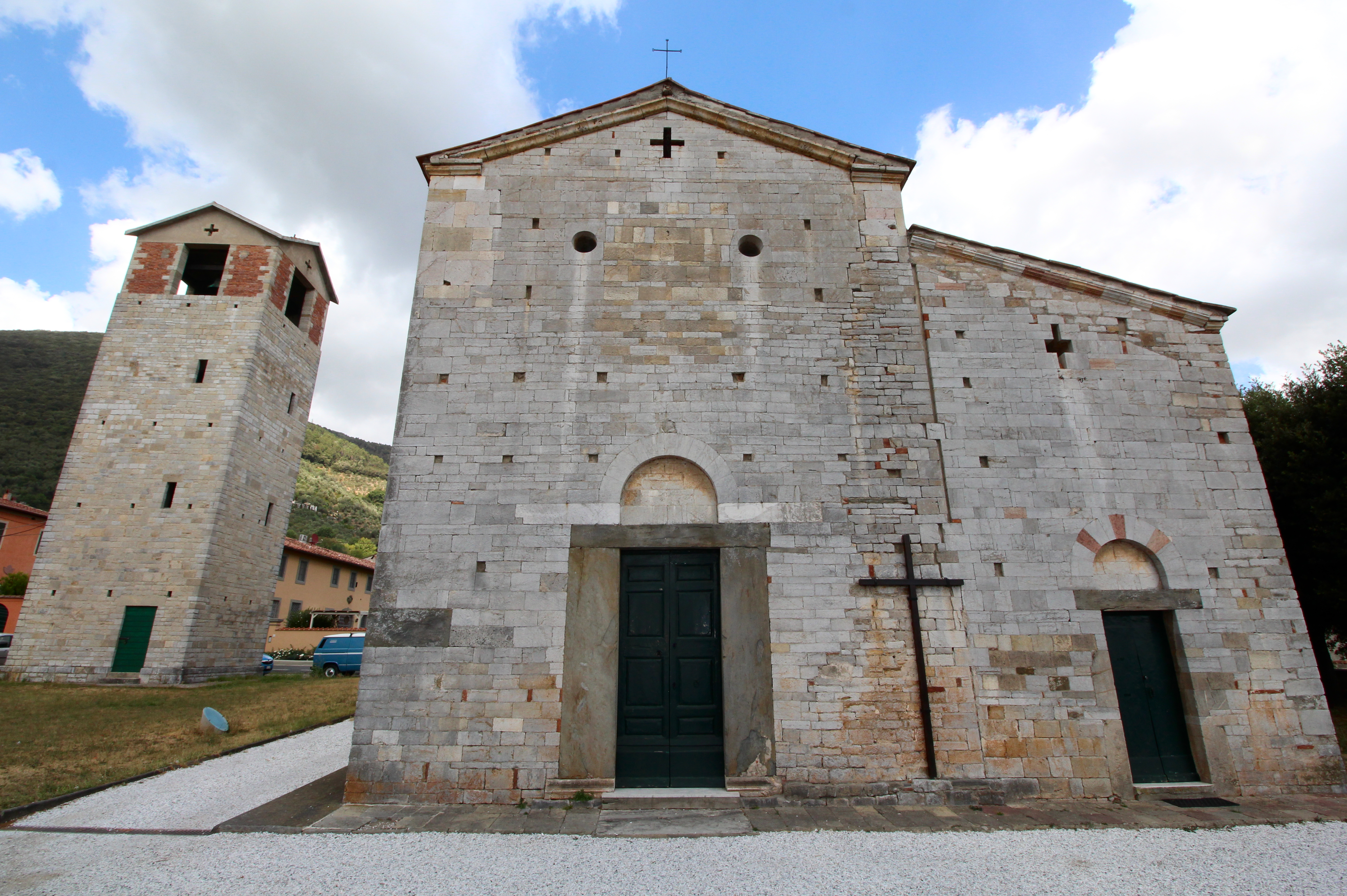
La pieve di Pugnano

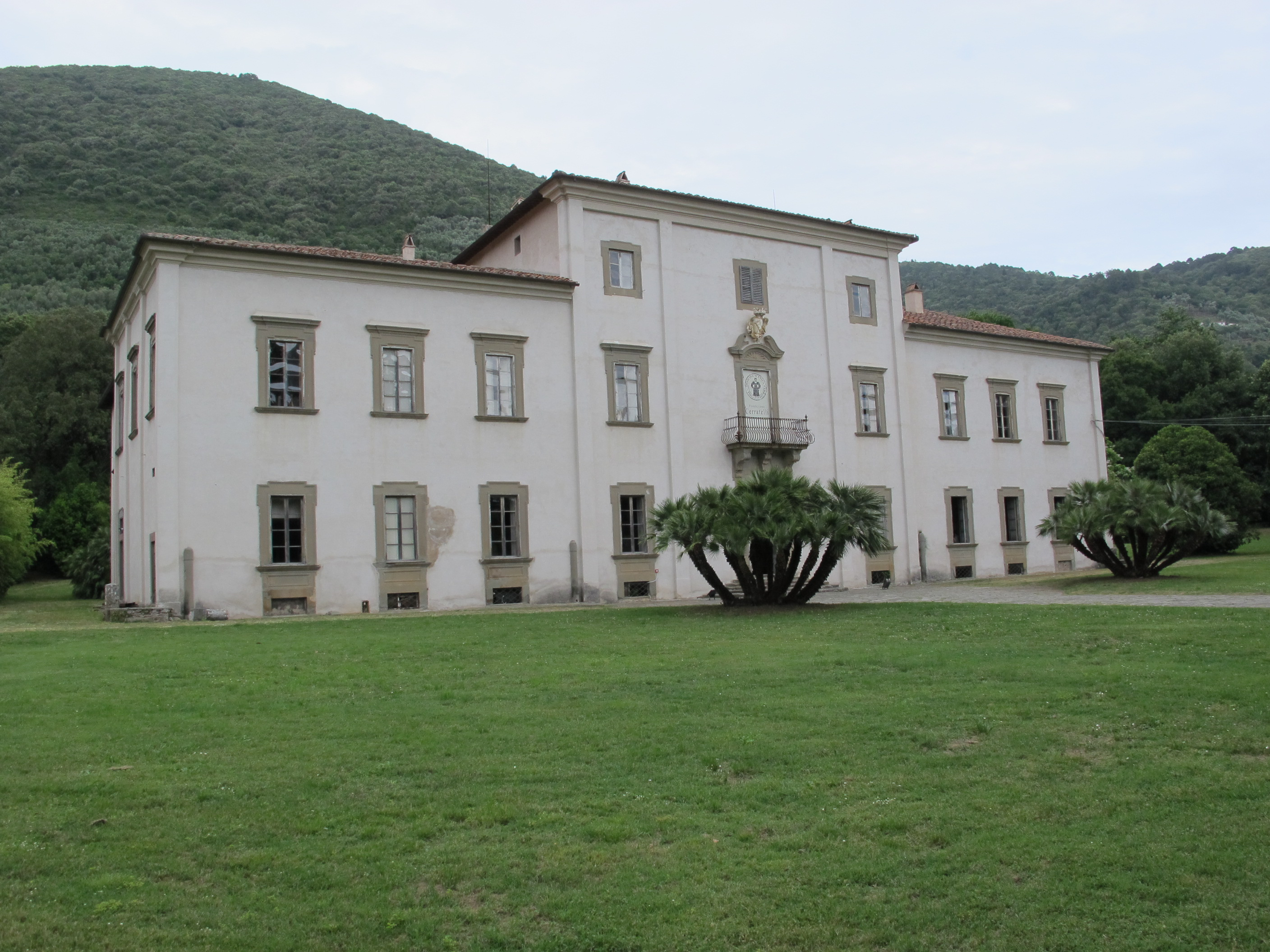
Villa Roncioni

### Architetture religiose
- Pieve di Santa Maria e San Giovanni Battista, chiesa parrocchiale della frazione,[5] si tratta di un'antica pieve di origine alto-medievale, databile intorno al IX secolo e attestata sicuramente dal 1069.[5] Il moderno campanile in pietra è andato a sostituire la torre a base rettangolare che si ergeva di fianco alla chiesa, distrutta nel 1944.[5]
- Monastero dei Santi Paolo e Stefano, attestato dal 1086 da una donazione dei Sismondi di Ripafratta è situato sul colle non lontano dalla pieve. Fu danneggiato nel 1263 a causa delle frequenti guerre di confine tra la Repubblica di Pisa e quella di Lucca e ricostruito nel 1275 per volontà dell'arcivescovo Federico Visconti. Del complesso resta solo la cappella, un tempo absidata. La cappella è costituita da piccoli conci di arenaria di San Giuliano, come la pieve paesana.[6]

### Architetture civili
- Villa Poschi, elegante villa costruita nel XVIII secolo su un edificio rurale preesistente risalente al XVI secolo, fu pregevolmente decorata a partire dal 1791, quando divenne proprietà del nobile Vincenzo Poschi. La villa è dotata di un pittoresco giardino all'italiana.
- Villa Dal Borgo, venne realizzata in più momenti, dai primi anni del 1700, da Giovanni Saladino Dal Borgo. L'allestimento decorativo delle sale è attribuito a Domenico Tempesti, padre di Giovanni Battista, con il quale collaborarono Iacopo Donati e Ranieri Gabrielli, architetti pisani che operarono anche a Palazzo Ruschi (Pisa). Nella parte retrostante della villa si sviluppa il giardino con la limonaia, la piccola cappella e la suggestiva foresteria.
- Villa Roncioni, imponente villa fatta costruire dall'architetto Francesco Roncioni a partire dal 1747, vi lavorarono numerosi artisti e progettisti, come Antonio Niccolini, Pasquale Cioffo, Giovanni Battista Tempesti e Giuseppe Bacchini. I lavori si protrassero fino ai primi decenni del XIX secolo, quando venne realizzato il grande parco all'inglese che circonda la villa. La villa ospita oggi la sede della Fondazione Cerratelli, che custodisce all'interno circa venticinquemila costumi e ventimila fra locandine di film, foto di scena, manifesti e bozzetti. All'interno della villa sono state girate alcune scene del film Ritratto di signora (1996) diretto da Jane Campion.
- Bigattiera di villa Roncioni, elegante padiglione in stile neogotico, fu fatto costruire nel 1822 da Francesco Roncioni per ospitare un allevamento di bachi da seta e le filande seriche. L'edificio, simile un'abbazia inglese, è opera dell'architetto Alessandro Gherardesca.
- Casa Olla, ampia casa sul fianco di villa Poschi con travi a reggere i soffitti e porte settecentesche.